# Servaes van der Meulen
Servaes van der Meulen, né à Anvers ou à Malines en 1525 et mort en 1592, est un compositeur et organiste de l'école franco-flamande.

## Biographie

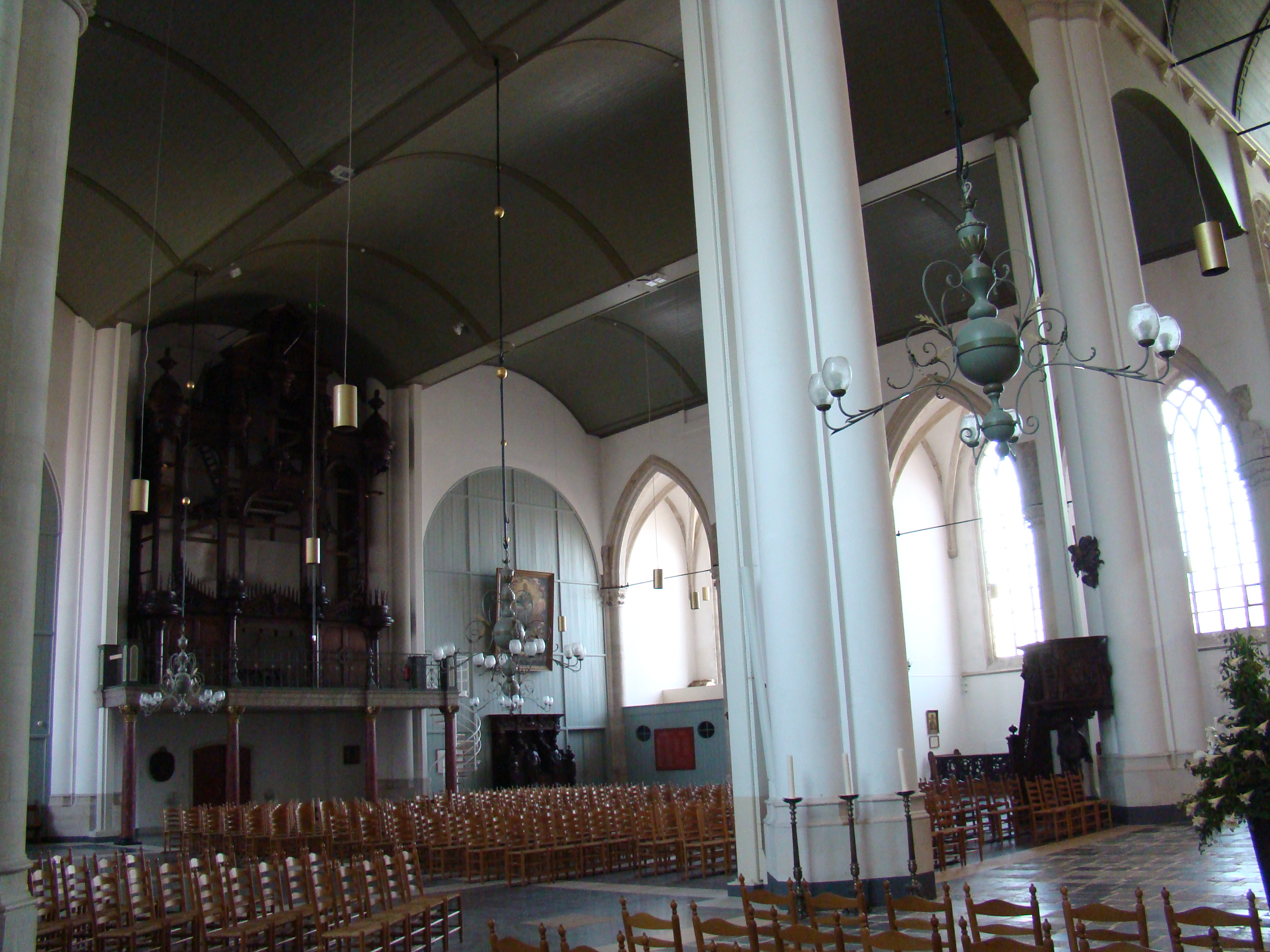
Vue de l'intérieur de l'église Sainte-Gertrude de Berg-op-Zoom en Brabant, où Van der Meulen a été organiste.

Servaes van der Meulen fut organiste de l'église Sainte-Gertrude de Berg-op-Zoom et à la chapelle Notre-Dame de la cathédrale Notre-Dame d'Anvers.  
Au printemps de 1581, Van der Meulen réussit à empêcher les calvinistes de démonter le grand orgue de la cathédrale Notre-Dame.  Par ailleurs, à sa demande, le magistrat calviniste de la Ville lui permit de conserver son poste d'organiste.  
En 1585, l'année de la chute de la République d'Anvers et de la prise de la ville d'Anvers, Alexandre Farnèse exigea que Van der Meulen, qui était considéré comme un hérétique, fût démis de ses fonctions.  Le conseil de fabrique acquiesça à la demande du duc de Parme, mais Van der Meulen continuait à recevoir une pension annuelle.  Raymund[us] (ou Rombout) Waelrant lui succéda à son poste,,.

## Œuvre
L'anthologie de chansons néerlandaises publiée par Jacob Baethen à Maastricht en 1554, Dat ierste boeck vanden nieuwe Duijtsche liedekens, comprend une chanson à quatre voix de ce compositeur :  
- Altijd soo moet ic trueren (Je suis perpétuellement en détresse)

Cette chanson fut reprise dans l'anthologie de chansons néerlandaises Een Duijtsch musijck boeck, publiée par Petrus Phalesius en 1572 (Altijd so moet ick trueren en swaerlich versuchten).  Il s'agit d'une chanson amoureuse, plus particulièrement d'une chanson d'amour du genre où l'amant s'adresse à un tiers. 

## Ressources

### Sources
- (nl) ASAERT, Gustaaf.  1585 : De val van Antwerpen: en de uittocht van Vlamingen en Brabanders, Tielt, Éd. Lannoo, 2004  (ISBN 9020955292)  (ISBN 9789020955293), p. 247.
- (nl) BONDA, Jan Willem.  De meerstemmige Nederlandse liederen van de vijftiende en zestiende eeuw. Hilversum, Verloren, 1996  (ISBN 90-6550-545-8), p. 137, 491, 501.
- (nl) BROECKX, Jan L.  Flandra nostra: ons land en ons volk, zijn standen en beroepen, 3e vol., Anvers, Standaard Boekhandel, 1959, p. 36, vol. 3.
- (fr) GREGOIR, Édouard Georges Jacques.  Historique de la facture et des facteurs d'orgue, Anvers, Imprimerie L. Dela Montagne, 1865, p. 275-276.
- (nl) LINGBEEK-SCHALEKAMP, C.  Overheid en muziek in Holland tot 1672, en auto-édition, 1984  (ISBN 9071019039)  (ISBN 9789071019036), p. 44
- (nl) PIRON, C.-F.-A.  Algemeene levensbeschryving der mannen en vrouwen van België, welke zich door hunne dapperheid, vernuft, geest, wetenschappen, kunst, deugden, dwalingen of misdaden eenen naem verworven hebben, sedert de eerste tyden tot den dag van heden, Malines, J.F. Olbrechts, 1860, p. 450.
- (nl) STELLFELD, Jean-Auguste.  Andries Pevernage: Zijn leven – zijne werken, Louvain, De Vlaamsche Drukkerij, 1943, p. 21 (Koninklijke Vlaamsche Academie voor Taal- en Letterkunde; 66 de la série VI).
- (en) The New Grove Dictionary of Music and Musicians, Londres, 2001.